# Grosage
Grosage is een dorp in de Belgische provincie Henegouwen, en een deelgemeente van de Waalse stad Chièvres.

## Geschiedenis
Grosage was een aanhorigheid van de heerlijkheid Chièvres. In 1234 werd het een afzonderlijke parochie. De gotische kerk van Grosage dateert uit de 15e eeuw. In de 18e eeuw werden het koor en een beuk gebouwd en in 1892 volgde een grote restauratie.
Grosage werd in 1793 een zelfstandige gemeente, tot het bij de gemeentelijke herindeling van 1977 toegevoegd werd aan de gemeente Chièvres.

## Bezienswaardigheden
- De Onze-Lieve-Vrouwekerk (Église Sainte-Vierge) is een gotisch kerkgebouw dat deels uit de 15e eeuw dateert terwijl koor en schip ook 13e-eeuwse delen hebben. In 1892 werd de kerk gerestaureerd. In de kerk bevindt zich een 15e-eeuws Sint-Christoffelbeeld.
- De Moulin de Grosage is een watermolen op de Domissart van 1834, oorspronkelijk met een waterrad, later met een turbine. Ook was er een stoommachine waarvan de schoorsteen nog getuigt. Het gebouw werd uiteindelijk gerenoveerd en als vakantieverblijf verhuurd.

## Natuur en landschap
Westelijk van de kom stroomt de Domissart. De hoogte aan de kerk bedraagt 59 meter.

## Geografie
Door het dorp loopt de Grosagebeek. De bodem bestaat uit klei- en zandgrond. Grosage ligt op een hoogte van 59 meter.

## Demografische ontwikkeling
- Bronnen:NIS, Opm:1831 tot en met 1970=volkstellingen, 1976= inwoneraantal op 31 december

## Nabijgelegen kernen
Beloeil, Chièvres, Neufmaison